# Малахута Микола Данилович
Мико́ла Дани́лович Малахута (нар. 23 лютого 1939, Рашівка Гадяцького району) — український поет, прозаїк, публіцист. Член двох творчих спілок — Національної спілки письменників України та Національної спілки журналістів України.

## З творчої біографії
Навчався у Луганському педінституті й Вільнюському державному університеті імені В. Мицкявічуса-Капсукаса. Головний редактор Луганського Всеукраїнського видавництва «Книжковий світ».

## Творчий доробок
Автор збірок віршів «Зозулиння», «Балада про зустріч», «Мужня доброта», «Проводи травня», «Запас молодості»; документальних повістей «Оптимальний варіант», «Сонцедари»; роману «Материнський хліб»; збірки повістей та оповідань «До побачення, тишо». Редагує дві газети — «Літературну газету» та «Луганський край».